# Vardan Ghazaryan
Vardan Ghazaryan (en armenio: Վարդան Մարտուն Ղազարյան; en árabe: وارطان مارتون غازاريان‎; Kapan, RSS de Armenia;1 de diciembre de 1969) es un exfutbolista y entrenador de fútbol libanés nacido en Armenia que jugaba en la posición de delantero.

## Carrera

### Club
| Periodo   | Club                 |
| --------- | -------------------- |
| 1989      | Spartak Hoktemberyan |
| 1990–1992 | Syunik Kapan         |
| 1992–1999 | Homenetmen Beirut    |
| 1999–2002 | Sagesse SC           |
| 2002–2005 | Homenetmen Beirut    |
| 2005–2009 | Sagesse SC           |

### Entrenador
| Periodo   | Club       |
| --------- | ---------- |
| 2017      | Tripoli SC |
| 2021–2022 | Sagesse SC |

### Selección nacional
Jugó para Líbano de 1995 a 2001 con la que anotó 21 goles en 66 partidos luego de obtener la nacionalidad libanesa en 1994. Participó con la selección nacional en los Juegos Asiáticos de 1998 y en la Copa Asiática 2000.

## Logros

### Jugador
Syunik Kapan
- Armenian SSR League: 1991

Homenetmen
- Lebanese Second Division: 2002–03

Individual
- Equipo Histórico de Líbano por la IFFHS[8]
- Jugador del Mes por la AFC: enero de 1996
- Mejor Jugador de la Primera División de Líbano: 1996–97[9]
- Equipo Ideal de la Primera División de Líbano: 1996–97,[10] 1999–2000[11]

Récords
- Goleador histórico de Líbano: 21 goles.

## Estadísticas

### Apariciones con selección
| País   | Año   | Partidos | Goles |
| ------ | ----- | -------- | ----- |
| Líbano | 1995  | 1        | 0     |
| Líbano | 1996  | 14       | 11    |
| Líbano | 1997  | 15       | 3     |
| Líbano | 1998  | 15       | 1     |
| Líbano | 1999  | 6        | 1     |
| Líbano | 2000  | 9        | 1     |
| Líbano | 2001  | 6        | 4     |
| Total  | Total | 66       | 21    |

### Goles con selección
| N.º | Fecha                   | Sede                                                         | Rival                  | Gol | Resultado | Torneo                                               |
| --- | ----------------------- | ------------------------------------------------------------ | ---------------------- | --- | --------- | ---------------------------------------------------- |
| 1   | 16 de enero de 1996     | Camille Chamoun Sports City Stadium, Beirut, Líbano          | Chipre                 | 1–0 | 1–0       | Amistoso                                             |
| 2   | 11 de febrero de 1996   | Bourj Hammoud Stadium, Beirut, Líbano                        | Ecuador                | 1–0 | 1–0       | Amistoso                                             |
| 3   | 26 de mayo de 1996      | Köpetdag Stadium, Asjabad, Turkmenistán                      | Turkmenistán           | 1–0 | 1–0       | Clasificación para la Copa Asiática 1996             |
| 4   | 9 de junio de 1996      | Camille Chamoun Sports City Stadium, Beirut, Líbano          | Kuwait                 | 2–0 | 3–5       | Clasificación para la Copa Asiática 1996             |
| 5   | 9 de junio de 1996      | Camille Chamoun Sports City Stadium, Beirut, Líbano          | Kuwait                 | 3–3 | 3–5       | Clasificación para la Copa Asiática 1996             |
| 6   | 5 de septiembre de 1996 | Camille Chamoun Sports City Stadium, Beirut, Líbano          | Omán                   | 1–0 | 1–2       | Amistoso                                             |
| 7   | 8 de septiembre de 1996 | Beirut Municipal Stadium, Beirut, Líbano                     | Omán                   | 1–1 | 2–1       | Amistoso                                             |
| 8   | 8 de septiembre de 1996 | Beirut Municipal Stadium, Beirut, Líbano                     | Omán                   | 2–1 | 2–1       | Amistoso                                             |
| 9   | 9 de octubre de 1996    | Camille Chamoun Sports City Stadium, Beirut, Líbano          | Nueva Zelanda          | 1–0 | 1–1       | Amistoso                                             |
| 10  | 5 de diciembre de 1996  | Beirut Municipal Stadium, Beirut, Líbano                     | Georgia                | 1–2 | 4–2       | Amistoso                                             |
| 11  | 8 de diciembre de 1996  | Beirut Municipal Stadium, Beirut, Líbano                     | Georgia                | 3–2 | 3–2       | Amistoso                                             |
| 12  | 12 de enero de 1997     | Camille Chamoun Sports City Stadium, Beirut, Líbano          | Argelia                | 1–1 | 2–2       | Amistoso                                             |
| 13  | 19 de marzo de 1997     | Zayed Sports City Stadium, Abu Dhabi, Emiratos Árabes Unidos | Emiratos Árabes Unidos | 1–2 | 1–2       | Amistoso                                             |
| 14  | 27 de abril de 1997     | Camille Chamoun Sports City Stadium, Beirut, Líbano          | Libia                  | 2–0 | 2–0       | Amistoso                                             |
| 15  | 17 de octubre de 1998   | Zayed Sports City Stadium, Abu Dhabi, Emiratos Árabes Unidos | Siria                  | 1–0 | 3–3       | 1998 Friendship Tournament                           |
| 16  | 16 de agosto de 1999    | Amman International Stadium, Amán, Jordania                  | Arabia Saudita         | 1–0 | 1–2       | Juegos Panarábicos de 1999                           |
| 17  | 23 de febrero de 2000   | International Olympic Stadium, Trípoli, Líbano               | Jordania               | 1–0 | 1–1       | Amistoso                                             |
| 18  | 26 de mayo de 2001      | Rajamangala Stadium, Bangkok, Tailandia                      | Pakistán               | 2–0 | 8–1       | Clasificación para la Copa Mundial de Fútbol de 2002 |
| 19  | 26 de mayo de 2001      | Rajamangala Stadium, Bangkok, Tailandia                      | Pakistán               | 6–1 | 8–1       | Clasificación para la Copa Mundial de Fútbol de 2002 |
| 20  | 28 de mayo de 2001      | Rajamangala Stadium, Bangkok, Tailandia                      | Sri Lanka              | 1–0 | 5–0       | Clasificación para la Copa Mundial de Fútbol de 2002 |
| 21  | 30 de mayo de 2001      | Rajamangala Stadium, Bangkok, Tailandia                      | Tailandia              | 1–0 | 2–2       | Clasificación para la Copa Mundial de Fútbol de 2002 |